# 유상우 (성우)
유상우(1979년 11월 24일 ~ )는 대한민국의 성우이다. 2004년 MBC 17기 공채 성우로 데뷔하였다. 2007년부터 프리랜서로 활동한다.

## 출연 작품

### 애니메이션
- 공룡킹 어드벤처 (재능TV) - 울슐라, 헬가, 미샤, 엔시트(에이션트) 부인
- 드림킥스(SBS)
- 완소! 퍼펙트 반장(챔프) - 경숙
- 나나(애니원) - 시노다 미우
- 아이실드 21(애니원) - 타키 스즈나
- NEW 아기공룡 둘리(SBS) - 공실이, 구미호 할머니
- 포켓몬스터 DP(SBS/재능TV/투니버스/카툰네트워크) - 금선, 겟핸보숭, 독케일, 라라, 로미, 유민 外 다수
- 포켓몬스터 DP 극장판(재능TV) - 불꽃숭이, 화은
- 이겨라!얏타맨(재능방송) - 도론즈
- 엽기인걸 스나코(챔프) - 키노쿠키 타마오
- 먹티와 잼잼(MBC) - 왼팔
- 일지매(SBS) - 봉이
- 트랜스포머 갤럭시포스(챔프) - 로리
- 내 꿈은 온에어(KBS) - 루리
- 치카치카 폼폼이(KBS) - 빛나리
- 세 나라 영웅전(MBC)
- 코드 로쿄(애니맥스) - 타미야
- 제네레이터 렉스(카툰네트워크) - 할러데이, 브리치
- 세나라 영웅전(MBC)
- 닌자의 왕(애니맥스)
- 아리아 디 오리지네이션(애니맥스) - 아트라
- 디그레이맨(애니맥스) - 미란다 롯토
- xxx HOLIC(애니박스) - 모로
  - xxx HOLIC 극장판 - 한 여름의 꿈(애니박스) - 모루
- 절대가련 칠드런(애니박스) - 코이치
- 판타스틱4(카툰네트워크) - 알리시아
- 데스노트(애니원) - 경호원1
- 정령의 수호자(애니박스) - 니무카

### 애니메이션 영화
- 유니코 1~2(애니박스) - 서쪽 바람

### 외화
- 24 (텔레비전) (MBC)
- 스몰빌 (MBC)
- CSI 과학수사대 (MBC)
- CSI 뉴욕 (MBC)
- CSI 마이애미 (MBC)
- 밴드 오브 브라더스 (MBC)
- 환성신 저스티라이저 (재능TV)

### 방송
- 이야기 여행 (MBC)
- TV 속의 TV (MBC)
- 님과 남사이 (MBN)

### 라디오
- 신동, 박규리의 심심타파 (MBC 표준FM)

### 영화
- 트와일라잇(MBC)
  - 뉴문(MBC)
- 신용문객잔(MBC)
- 호스티지(MBC)
- 미션 임파서블 3(MBC) - 멀리사(사샤 알렉산더)
- 마더 테레사(MBC)
- 인게이지먼트(SBS) - 베네딕트 (챈탤 노워스)
- 휴먼 스테인(SBS) - 엘리(케리 워싱턴) / 아이리스(필리스 뉴맨) / 심리학자(마고 마틴데일)
- 상성 : 상처받은 도시(MBC) - 어린 유정희(양위)
- 터미네이터2(MBC) - 지넬 (제넷 골드스타인)
- 모래와 안개의 집(MBC) - 코니 월쉬 (프랜시스 피셔)
- 쉬즈 더 맨(MBC) - 소년(알베르토 기시)
- 내겐 너무 가벼운 그녀(MBC) - 젠 (로라 카이트링거)
- 콜드 마운틴(MBC)
- 언더월드(MBC)
- 80일간의 세계일주(MBC) - 인도인 소년(시비쉬 램찬다니) / 영국 여왕(캐시 베이츠)
- 웰컴 투 정글(MBC)
- D-13(MBC)
- 동방삼협(MBC)
- 아담스 패밀리2(MBC)
- 식스데이 세븐나잇(MBC) - 머저리
- 보통 사람들(MBC)
- 더 록(MBC) - 스테이시(셀레스테 웨버)
- 퍼펙트 웨딩(SBS)
- 연인(MBC) - 기녀3
- 훌라 걸스(MBC)
- 탄생(MBC) - 클라라의 이웃(리사 반스)
- 레이디 킬러(MBC) - 펀티스 부인(린 오둠스)
- 더 퀸(MBC)
- 황후화(MBC)
- 굿 나잇 앤 굿 럭(MBC) - 밀리(로즈 엡두)
- 세컨핸드 라이온스(MBC)
- 노브레인 레이스(MBC)
- 알렉산더(MBC) - 어린 알렉산더(코너 파올로) / 스타테이라(아넬리스 헤스메)
- 스토커(MBC) - 종업원(리 갈링톤)
- 아이 스파이(MBC)
- 디 아워스(MBC)
- 코어(MBC) - 남자 아이(저스틴 칼란)
- 버드가의 섬(MBC)
- 일본침몰(MBC)
- 에어 포스 원(MBC) - 백악관 직원(다이아나 벨라미)
- 투모로우(MBC)
- 미션(MBC) - 하녀(마리아 테레사 리폴)
- 히 러브스 미(MBC)
- 히달고(MBC) - 애니(엘리자베스 베리지)
- 싸늘한 여름(MBC)
- S.W.A.T. 특수기동대(MBC) - 라라(애슐리 스콧)
- 아이엠 샘(MBC)
- 실버호크(MBC)
- 브루스 올마이티(MBC) - 방송사 직원(노라 던)
- 어바웃 어 보이(MBC) - 프랜시스
- 스타트렉9 : 최후의 반격(MBC) - 대위
- 시빌 액션(MBC)
- 픽쳐 클레어(MBC)
- 사선에서(MBC)
- 환생(MBC)
- 빠삐용(MBC)
- 식스팩(MBC)
- 일렉션(MBC) - 다이앤
- 패스트 & 퓨리스(MBC)
- 스콜피온 킹(MBC)
- 뉴욕의 가을(MBC)
- 베오울프(MBC)
- 폴리스 스토리3(MBC)
- 옹박 - 두 번째 미션(MBC) - 어린 캄(눗다나이 콩) / 궁(아몬판 공트라간)
- 어썰트 13(SBS) - 애나(아이샤 하인즈) / 코랄(제시카 그레코)
- 본 슈프리머시(MBC) - CIA 정보원(미셸 모나한)
- 슬립 허, 쉬즈 프렌치(MBC)
- 바비(MBC) - 다이앤(린지 로언) / 파트리샤(조이 브라이언트)
- 타인의 삶(MBC) - 이웃집 아줌마(마리 그루버)
- 리크루트(MBC)
- 적벽대전(MBC)

## 같이 보기
- 문화방송 성우극회